# Андравида

Герб Ахейского княжества

Андрави́да (греч. Ανδραβίδα) — малый город в Греции. Административно относится к общине Андравида-Килини в периферийной единице Элида в периферии Западная Греция. Андравида расположена на высоте 16 м над уровнем моря, в 6,5 км от побережья Адриатического моря на северо-западе полуострова Пелопоннес. Расстояние до города Патры 63 км, до города Пиргос — 33 км. Население 3981 человек по переписи 2011 года.

## История
Жители Андравиды встретили завоевателей, участников Четвёртого крестового похода с крестами и иконами.
В истории посёлок получил известность после того как его в качестве столицы (1205—1249) выбрало Ахейское княжество крестоносцев. Выбор был очень неожиданным, так как у Андравиды не было своих оборонительных укреплений. Тем не менее, в первой половине XIII века в Андравиде наблюдался настоящий расцвет франкоязычного труверского искусства, которому обучались юноши, присланные из стран Западной Европы. Кроме этого, в городе появилось несколько церквей, которые дошли до наших дней. С 1204 по 1421 год город был резиденцией епископов Олены. Здесь была построена в первой половине XIII века церковь Святой Софии в готическом стиле, принадлежавшая доминиканцам. Согласно «Морейской хронике» франки построили в городе три церкви в готическом стиле, следы церквей Святого Стефана и Святого Иакова не сохранились. Церковь Святой Софии представляла собой большую трёхнефную базилику.
Среди археологических находок из Андравиды — мраморная надгробная плита Анны де Виллардуэн (ум. 1286), дочери правителя Эпира Михаила II Комнина Дуки, третьей и последней жены Гильома II де Виллардуэна и капитель с гербом княжеской четы Изабеллы де Виллардуэн и Флориса де Эно (1289—1297), выставленные в «музее под открытым небом» в замке Хлемуци.
Постоянная борьба покорённого греческого населения за возвращение своих прав подтачивала силы крестоносцев. Их число со временем сократилось с 500 до менее чем 200, а оставшиеся вынуждены были искать защиты за мощными стенами города Мистра в глубине полуострова (1249—1261). В 1430-х годах Андравида вернулась в руки греков, но в 1460-х её взяла под свой контроль Османская империя. С 1820-х гг. — в составе независимой Греции.
Число жителей устойчиво растёт на 1-2 % в год с 1950-х годов, когда здесь появился аэродром и была открыта авиационная база Андравида.

## Сообщество
Сообщество Андравида (Κοινότητα Ανδραβίδας) создано в 1912 году (ΦΕΚ 256Α). В сообщество входит Айос-Еорьос (до 1984 года — Врахнейка). Население 4058 человек по переписи 2011 года. Площадь 32,092 км².
| Населённый пункт | Население (2011), человек |
| ---------------- | ------------------------- |
| Айос-Еорьос      | 77                        |
| Андравида        | 3981                      |

## Население
| Год  | Население, человек |
| ---- | ------------------ |
| 1991 | 3263               |
| 2001 | 3487               |
| 2011 | ↗ 3981             |